# Lista de países por produção de manganês
Esta é uma lista de países por produção de manganês em 2010, baseada principalmente nos dados do Serviço Geológico Britânico, em junho de 2008.
| Rank | País/Região     | Produção de Manganês (Toneladas) |
| ---- | --------------- | -------------------------------- |
| -    | Mundo           | 31,200,000                       |
| 1    | China           | 6,000,000                        |
| 2    | África do Sul   | 5,213,338                        |
| 3    | Austrália       | 4,567,000                        |
| 4    | Brasil          | 3,128,000                        |
| 5    | Gabão           | 2,978,972                        |
| 6    | Cazaquistão     | 2,200,000                        |
| 7    | Índia           | 2,092,000                        |
| 8    | Ucrânia         | 2,000,000                        |
| 9    | Gana            | 1,800,000                        |
| 10   | México          | 381,982                          |
| 11   | Geórgia         | 328,643                          |
| 12   | Irão            | 115,000                          |
| 13   | Costa do Marfim | 73,500                           |
| 14   | Roménia         | 70,910                           |
| 15   | Hungria         | 50,000                           |
| 16   | Rússia          | 44,400                           |
| 17   | Chile           | 37,169                           |
| 18   | Bulgária        | 20,500                           |
| 19   | Egito           | 20,000                           |
| 20   | Namíbia         | 18,918                           |
| 21   | Marrocos        | 16,000                           |
| 22   | Malásia         | 6,500                            |
| 23   | Tailândia       | 1,000                            |

## Ligações Externas
- Lista completa do Serviço Geológico Britânico